# Lacinia

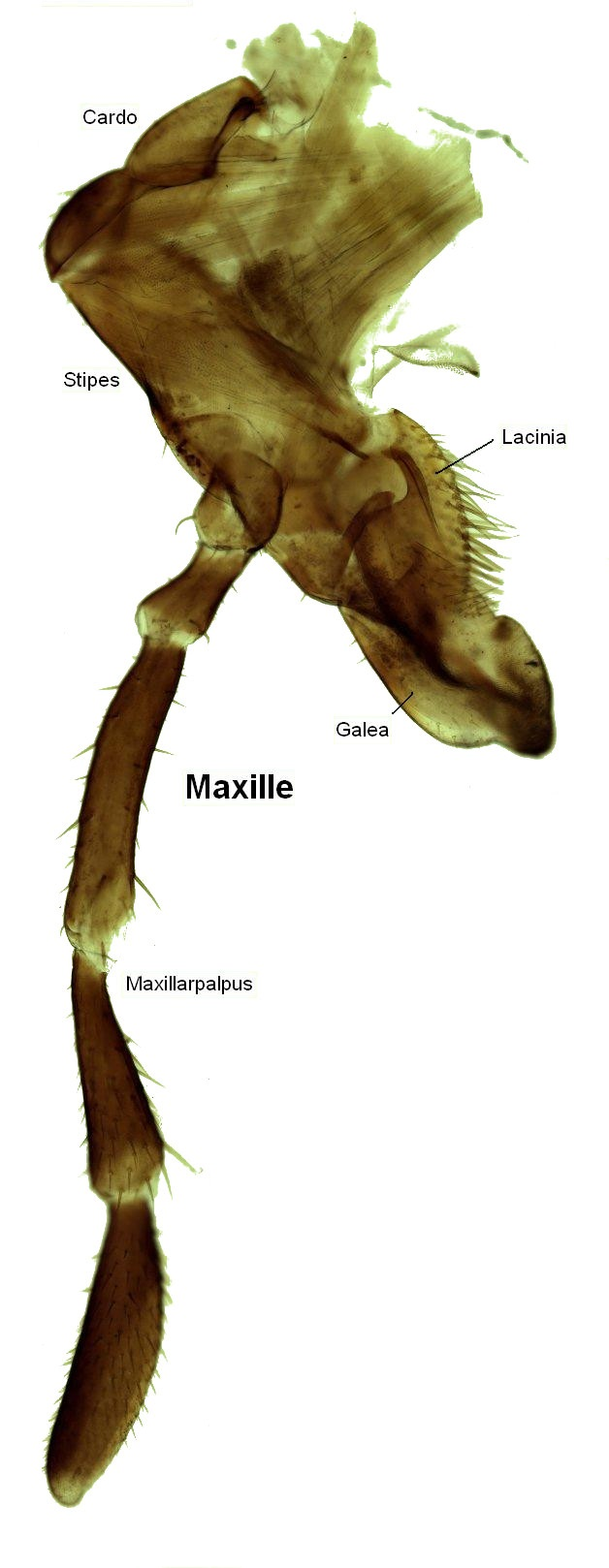
Maxille der Amerikanischen Großschabe (Periplaneta americana) mit Beschriftung der einzelnen Teile

Die Lacinia (lat. „Zipfel“; Plural Laciniae) ist die innere Kaulade der Maxille der Insekten und gehört damit zu den Mundwerkzeugen. Sie sitzt gemeinsam mit der Galea (äußere Lade) auf dem Stipes auf und dient gemeinsam mit dieser, der Mandibel und den zum Labium gehörenden Glossa und Paraglossa der Zerkleinerung der Nahrung. Sie ist zu diesem Zweck vorn und an der Innenfläche häufig mit Zähnen oder Dornen bestückt.
Bei einigen Insekten sind die Mundwerkzeuge zu stechend-saugenden Mundwerkzeugen umgebildet. Bei den Schnabelkerfen (u. a. Wanzen, Pflanzenläuse und Zikaden) bilden dabei die Laciniae dabei die zentrale Stechborste mit einem verfalzten Doppelrohr, mit dem Speichel in die Nahrung und die Nahrung selbst in den Mundraum geleitet werden. Auch bei den Flöhen stellen die Lacininiae (gemeinsam mit dem Labrum) Stechborsten dar, während sie bei den Schmetterlingen und den Mücken fast vollständig reduziert sind.

## Belege
1. ↑  Lacinia. In: Herder-Lexikon der Biologie. Spektrum Akademischer Verlag, Heidelberg 2003, ISBN 3-8274-0354-5.
2. ↑  Gerhard Seifert: Entomologisches Praktikum. Georg Thieme Verlag, Stuttgart 1975, ISBN 3-13-455002-4, S. 266.
3. ↑  Willi Hennig: Wirbellose II. 5. Auflage. Gustav Fischer Verlag, Jena 1994, ISBN 3-334-60936-7, S. 198–199, 224, 230, 237.